# Vincent Saunier
Pour les articles homonymes, voir Saunier.
Vincent Saunier (ou Saulnier, nommé parfois Vincenzo Sonie en Italie) né le 6 janvier 1731 à Paris est un danseur, maître de ballet et chorégraphe français du XVIIIe siècle qui fit essentiellement carrière en Italie et en Allemagne, après avoir dansé à l'Opéra de Paris de 1746 à 1752.
Il a été le successeur de Jean-Georges Noverre au Ballet de Stuttgart.

## Carrière
(séjours attestés)
- 1753-1755 : Munich
- 1755-1756 : Turin
- 1756 : Naples
- 1756-1757 : Vienne
- 1759-1760 : Milan
- 1760-1761 : Turin
- 1761 : Lucques
- 1764 : Florence
- 1765 : Venise
- 1765-1767: Varsovie
- 1769-1770 : Mannheim
- 1776-1780 : Stuttgart, venant de Paris
- 1780 : Naples
- 1787-1789 : Londres

## Principales chorégraphies
- Adriano in Siria (Munich 1755)
- Zappada ed Advondo (Turin 1756)
- Solimano (Naples 1756 et 1780)
- Artaserse (Milan 1760)
- Didon abandonnée (Stuttgart 1777)
- Démophon (Stuttgart 1778)